# Wang Shizhu
Wang Shizhu (en chinois : 王士筑, né le 20 février 1989) est un athlète chinois, spécialiste du lancer du marteau. 

## Carrière
Son record personnel est de 75,20 m, le deuxième meilleur lancer pour un Chinois après le record de Bi Zhong. Il remporte la médaille d'argent lors des Jeux asiatiques de 2014.

## Palmarès
| Date | Compétition         | Lieu        | Résultat | Marque  |
| ---- | ------------------- | ----------- | -------- | ------- |
| 2014 | Jeux asiatiques     | Incheon     | 2e       | 73,65 m |
| 2017 | Championnats d'Asie | Bhubaneswar | 2e       | 73,81 m |
| 2018 | Jeux asiatiques     | Jakarta     | 4e       | 71,31 m |

## Records
| Épreuve           | Performance | Lieu     | Date             |
| ----------------- | ----------- | -------- | ---------------- |
| Lancer du marteau | 75,20 m     | Shenyang | 8 septembre 2013 |